# Shieldaig
Shieldaig (Schots-Gaelisch: Sìldeag) is een dorp in de Schotse lieutenancy Ross and Cromarty in het raadsgebied Highland met ongeveer 100 inwoners. Een groot deel van de bevolking is lid van de Free Presbyterian Church of Scotland.